# Crossandra flava
Crossandra flava là một loài thực vật có hoa trong họ Ô rô. Loài này được Hook. mô tả khoa học đầu tiên năm 1853.